# Chi Cúc Thược dược
Thược dược còn là tên gọi của một vài loài mẫu đơn (chi Paeonia).
Thược dược (danh pháp khoa học: Dahlia, đồng nghĩa: Georgina) là một chi cây lâu năm thân củ rậm rạp, nở hoa về mùa hè và mùa thu, có nguồn gốc ở México và tại đây chúng là quốc hoa.
Năm 1872 một hộp cây thược dược non đã được gửi từ México tới Hà Lan. Chỉ có một cây sống sót sau chuyến đi, nhưng nó đã tạo ra các bông hoa đỏ ngoạn mục với các cánh hoa nhọn. Các vườn ươm đã nhân giống loài cây này, khi đó được đặt tên khoa học là Dahlia juarezii với các loài thược dược được phát hiện sớm hơn và những giống này là tổ tiên của tất cả các loại thược dược lai ngày nay. Kể từ đó, các nhà nhân giống thực vật đã tích cực trong việc nhân giống thược dược để tạo ra hàng trăm giống mới, thông thường được chọn vì các bông hoa có màu sắc lộng lẫy của chúng.
Các loài thược dược bị ấu trùng của một số loài cánh vẩy (Lepidoptera) phá hại, bao gồm Phlogophora meticulosa, Korscheltellus lupulina, Hepialus humuli, Noctua pronuba.
Tên gọi Dahlia được đặt theo tên của một nhà thực vật học người Thụy Điển thế kỷ 18 là Anders Dahl.
Hoa thược dược cũng là loài hoa chính thức của thành phố Seattle, bang Washington.

## Các loài
Các loài trong chi này bao gồm:
- Tổ Pseudodendron Sherff
  - Dahlia campanulata Saar, Sørensen, & Hjerting
  - Dahlia excelsa Bentham (uncertain)
  - Dahlia imperialis Rozel ex Ortgies
  - Dahlia tenuicaulis Sørensen
- Tổ Entemophyllon Sørensen
  - Dahlia congestifolia Sørensen
  - Dahlia dissecta S. Watson
  - Dahlia foeniculifolia Sherff
  - Dahlia linearis Sherff
  - Dahlia rupicola Sørensen
  - Dahlia scapigeroides Sherff
  - Dahlia sublignosa (Sørensen) Saar & Sørensen[2][3]
- Tổ Dahlia Sherff
  - Dahlia apiculata (Sherff) Sørensen
  - Dahlia atropurpurea Sørensen
  - Dahlia australis (Sherff) Sørensen
  - Dahlia barkeriae Knowles & Westcott
  - Dahlia brevis Sørensen
  - Dahlia coccinea Cavanilles
  - Dahlia cordifolia (Sessé & Moc.) McVaugh, đồng nghĩa D. cardiophylla
  - Dahlia cuspidata Saar, Sørensen, & Hjerting
  - Dahlia hintonii Sherff
  - Dahlia hjertingii Hansen & Sørensen
  - Dahlia mollis Sørensen
  - Dahlia moorei Sherff
  - Dahlia neglecta Saar
  - Dahlia parvibracteata Saar & Sørensen
  - Dahlia pteropoda Sherff
  - Dahlia purpusii Brandg.
  - Dahlia rudis Sørensen
  - Dahlia sherffii Sørensen
  - Dahlia scapigera (A. Dietrich) Knowles & Westcott
  - Dahlia sorensenii Hansen & Hjerting
  - Dahlia spectabilis Saar, Sørensen, & Hjerting
  - Dahlia tenuis Robinson & Greenman
  - Dahlia tubulata Sørensen
  - Phân tổ Merckii Sørensen
    - Dahlia merckii Lehm. (đôi khi viết là Dahlia merkii)
- Tổ Epiphytum Sherff
  - Dahlia macdougallii Sherff
- Chưa dung giải
  - Dahlia pinnata điển hình (có lẽ chính xác hơn phải là D. x pinnata)[4] Rất có thể là = D. coccinea x D. sorensenii.[5]
  - Dahlia variabilis Desf.

## Hình ảnh

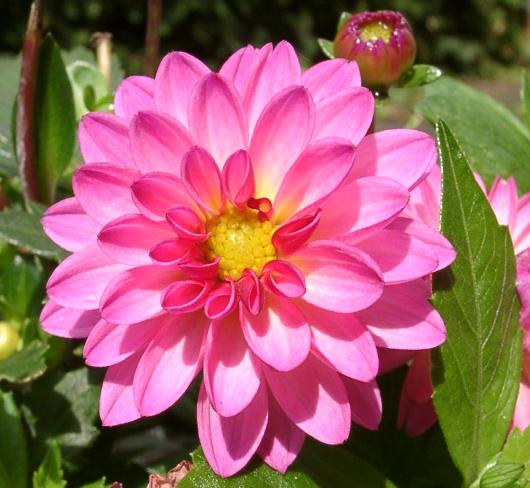
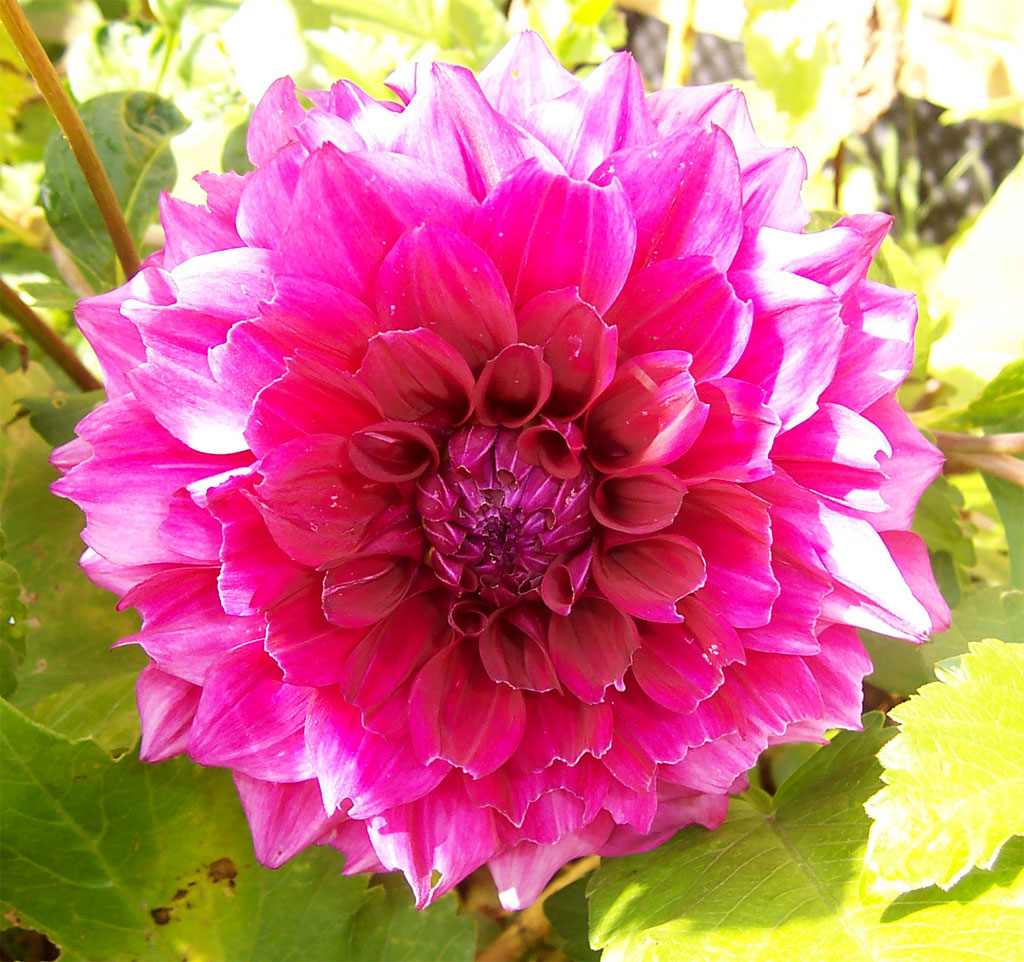
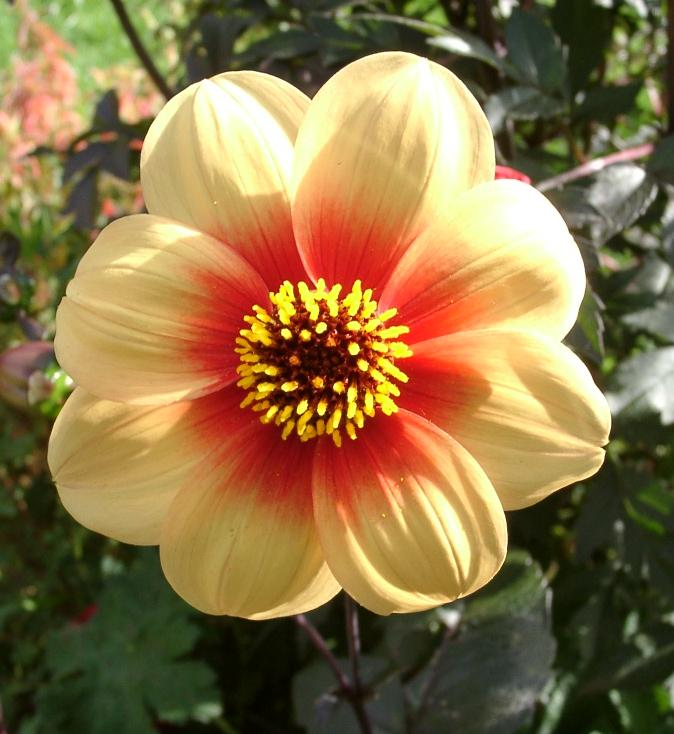
Dahlia 'Moonfire'
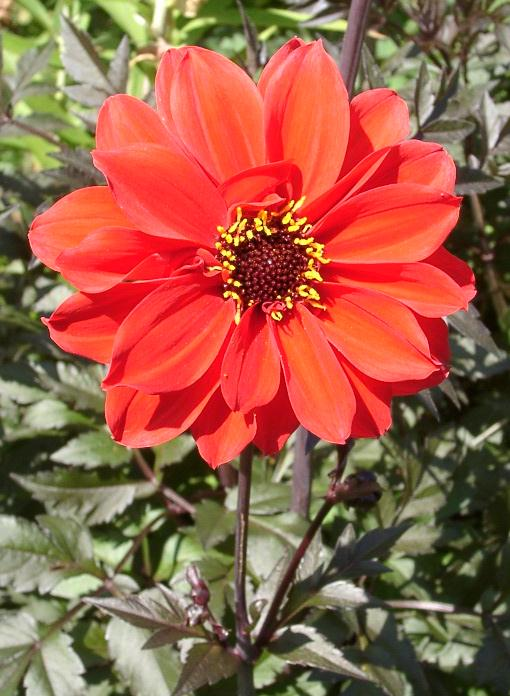
Dahlia 'Bishop of Llandaff'
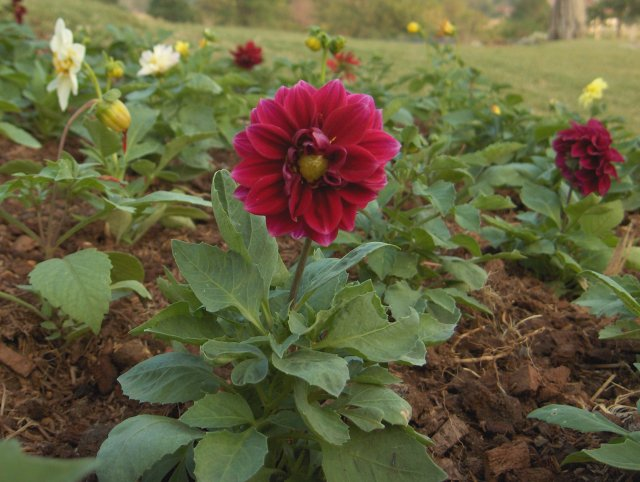
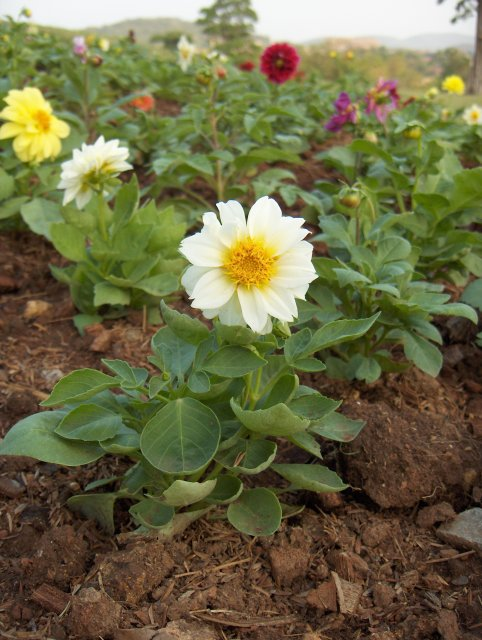
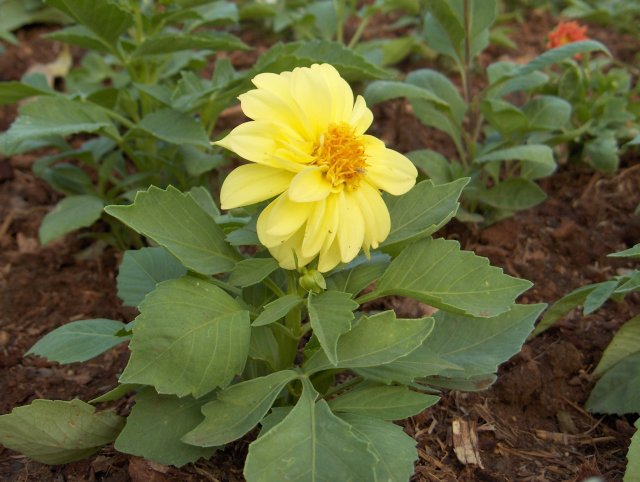
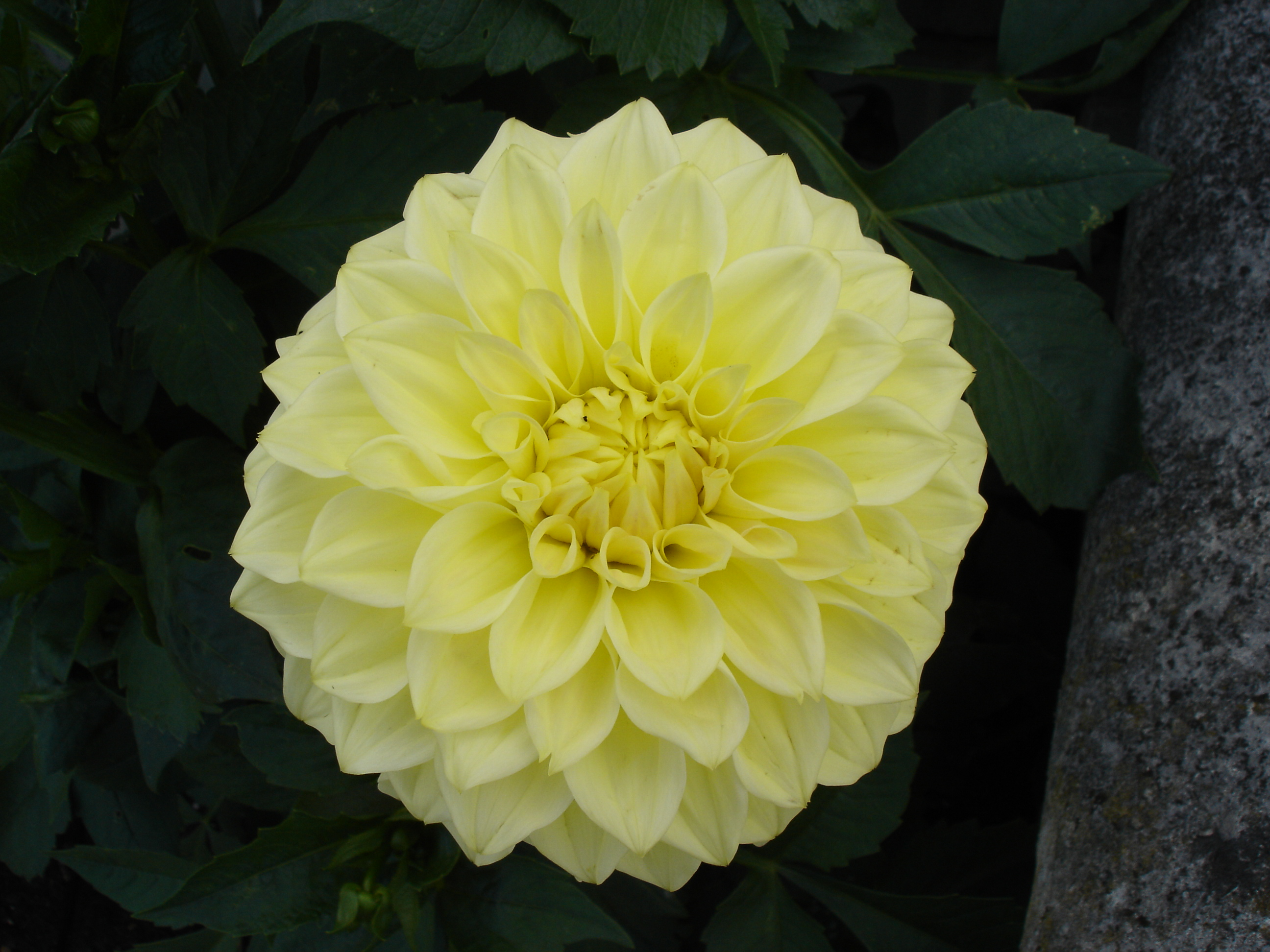
"Tengrove Millennium"
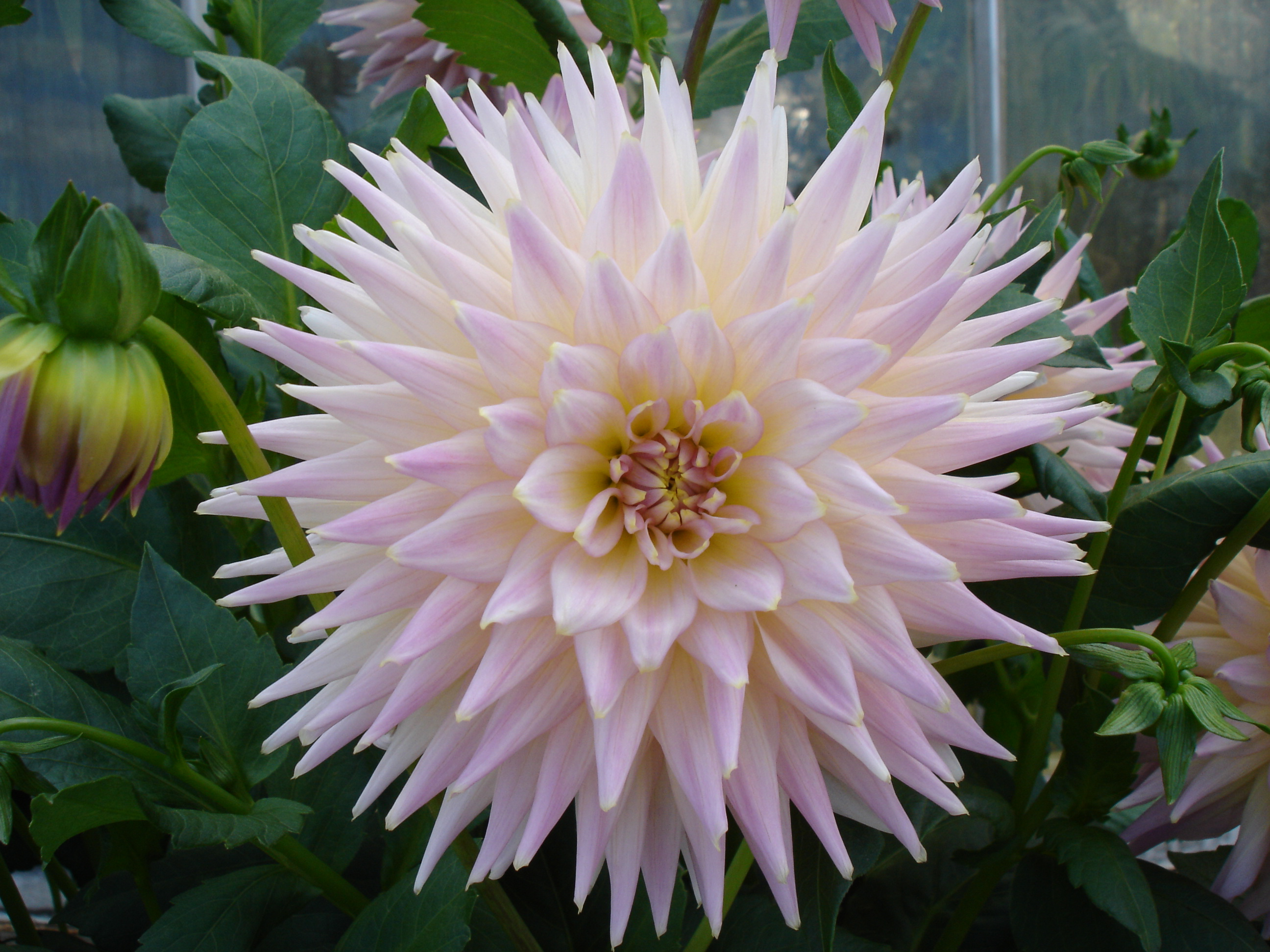
"Horst Athalie"
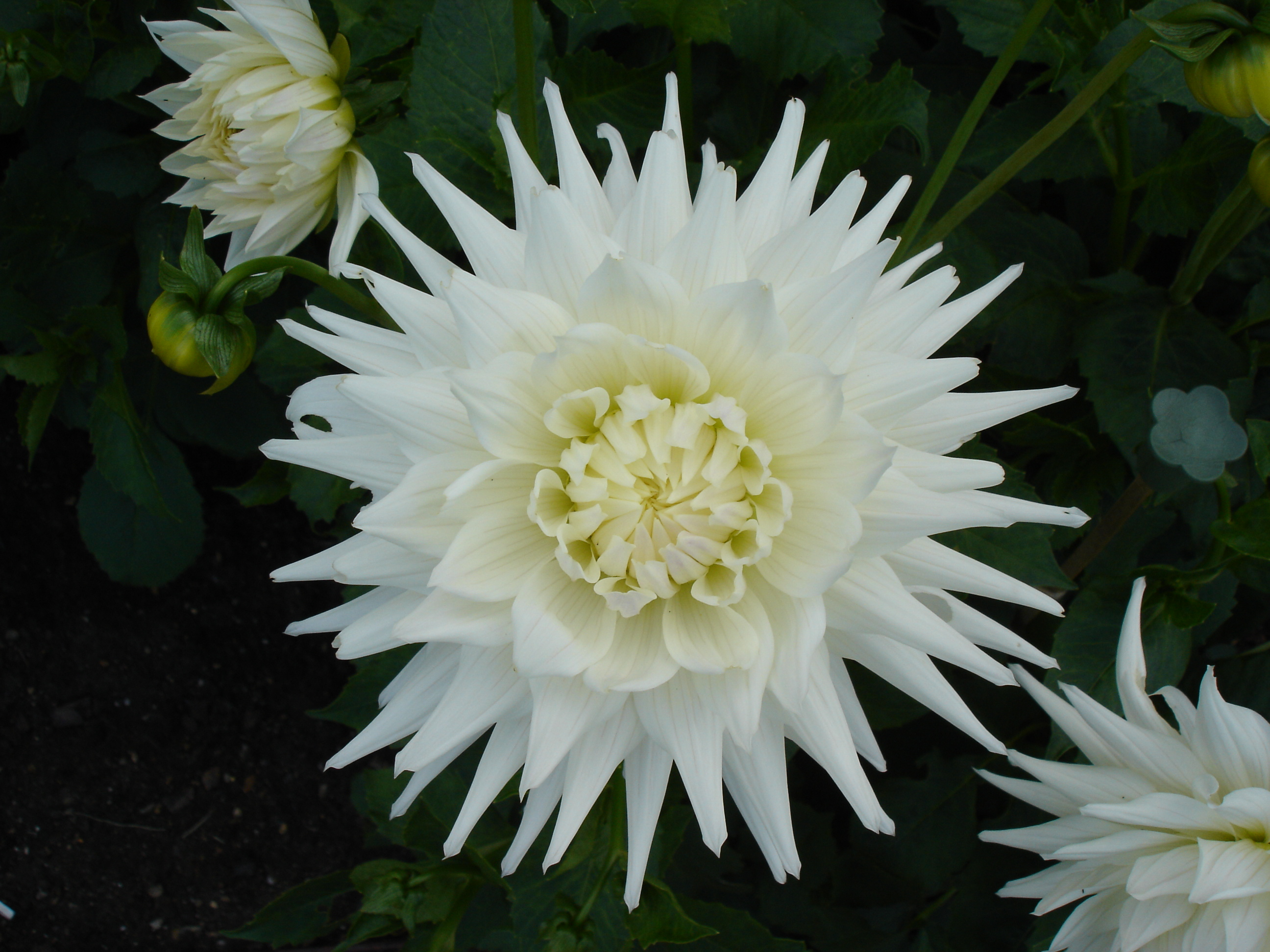
"Kenora Challenger"
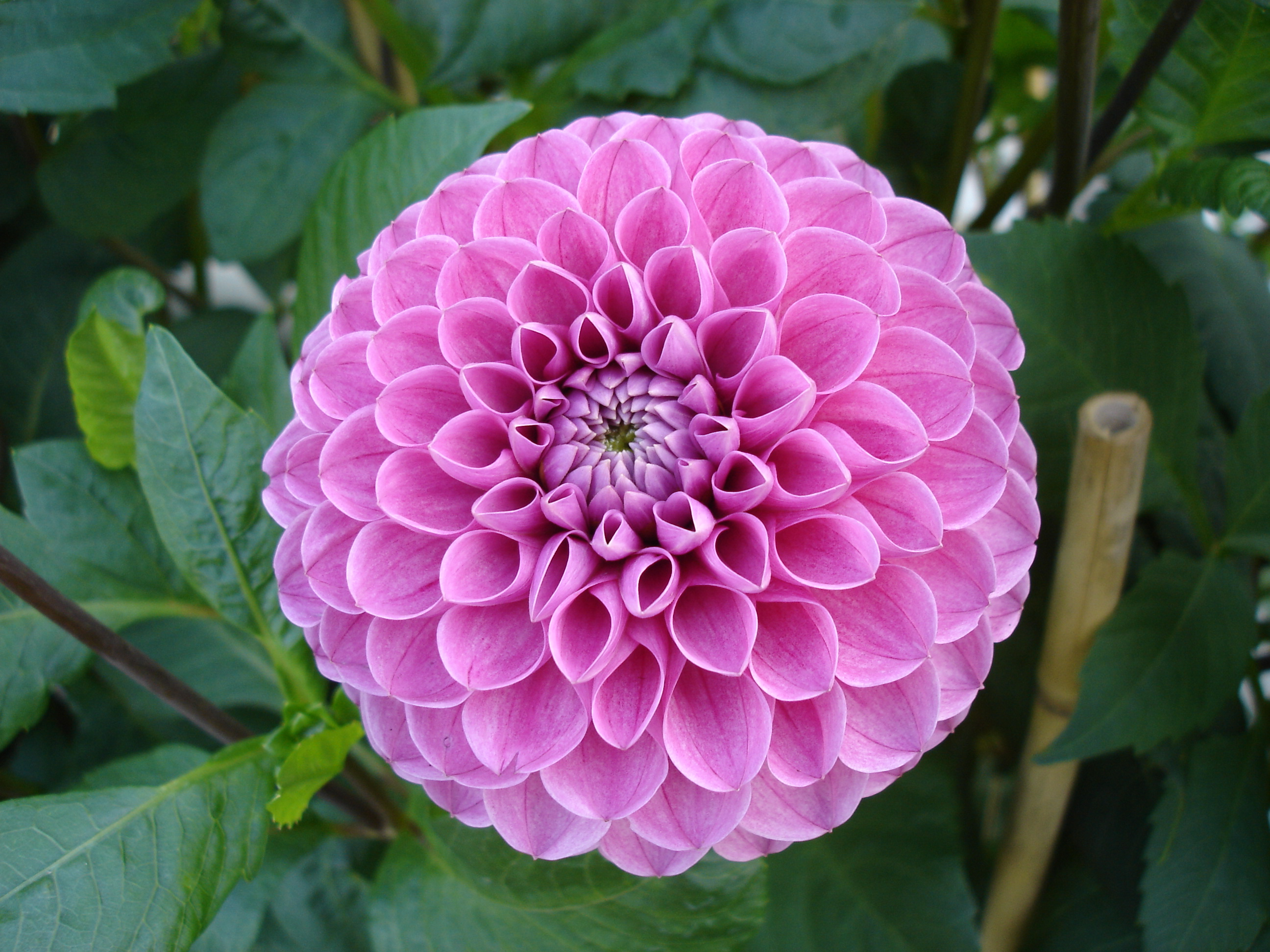
"Mary's Jomanda"
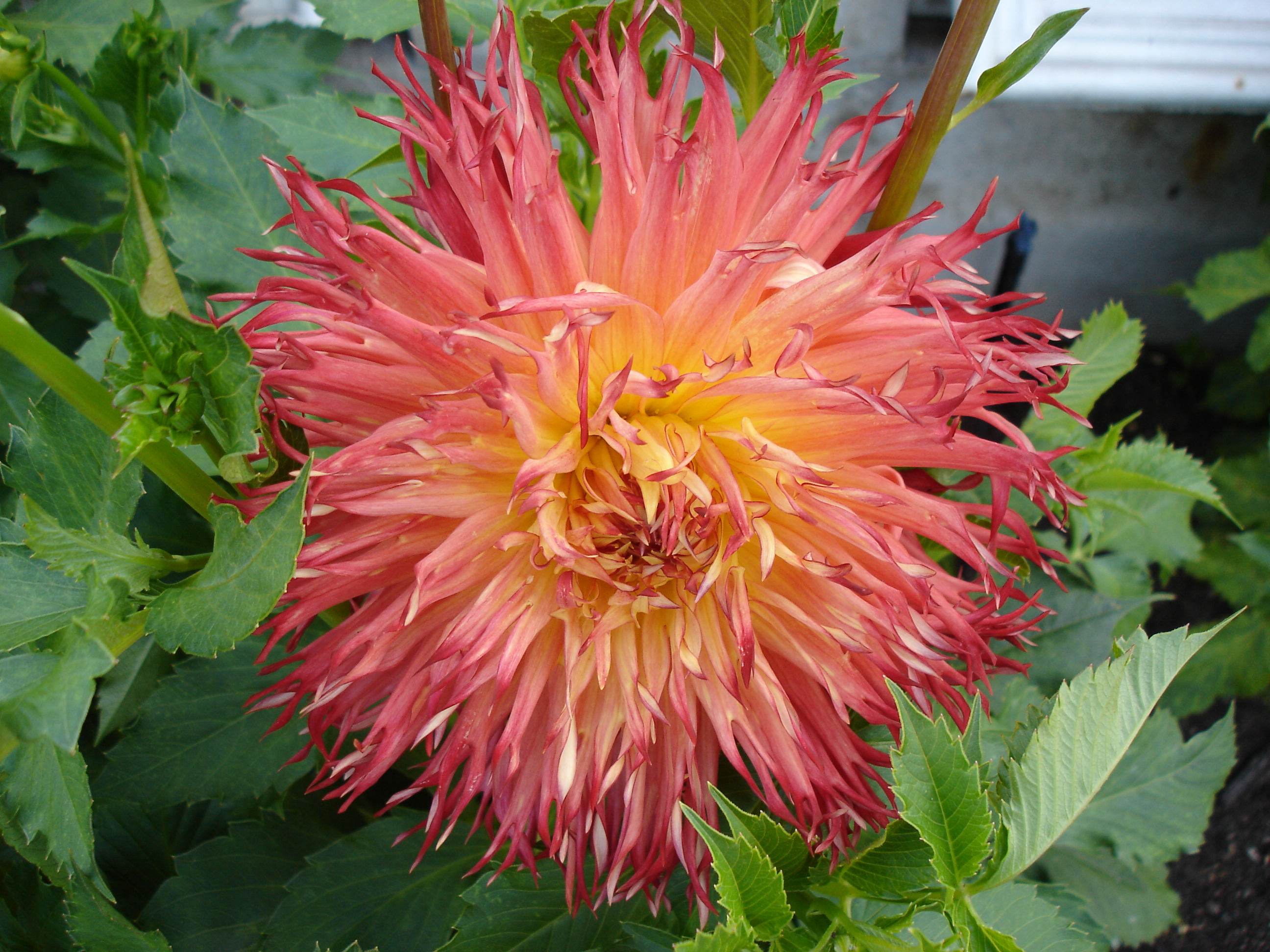
"Mish Mash"
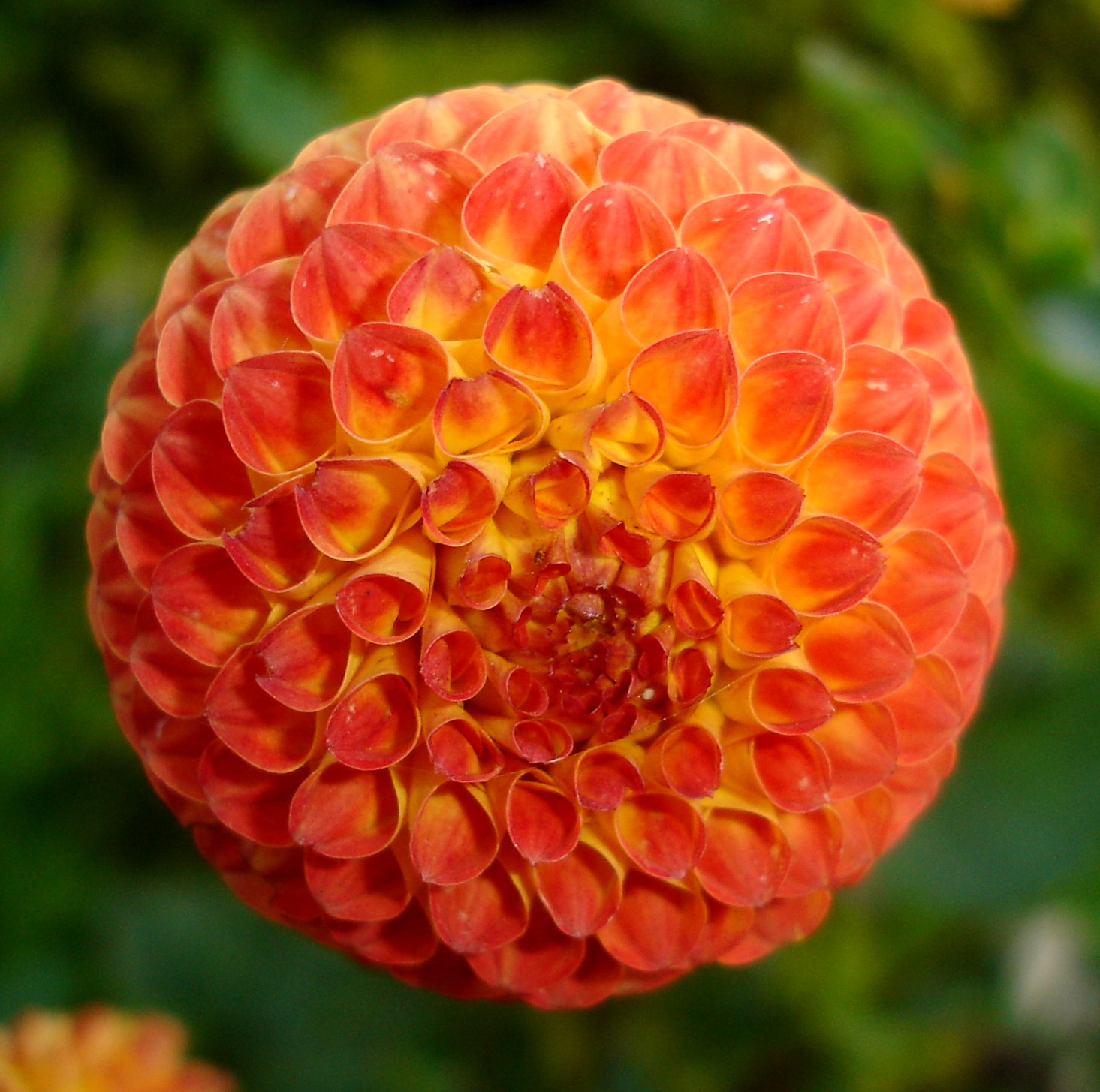
"Dahlia Pompom"
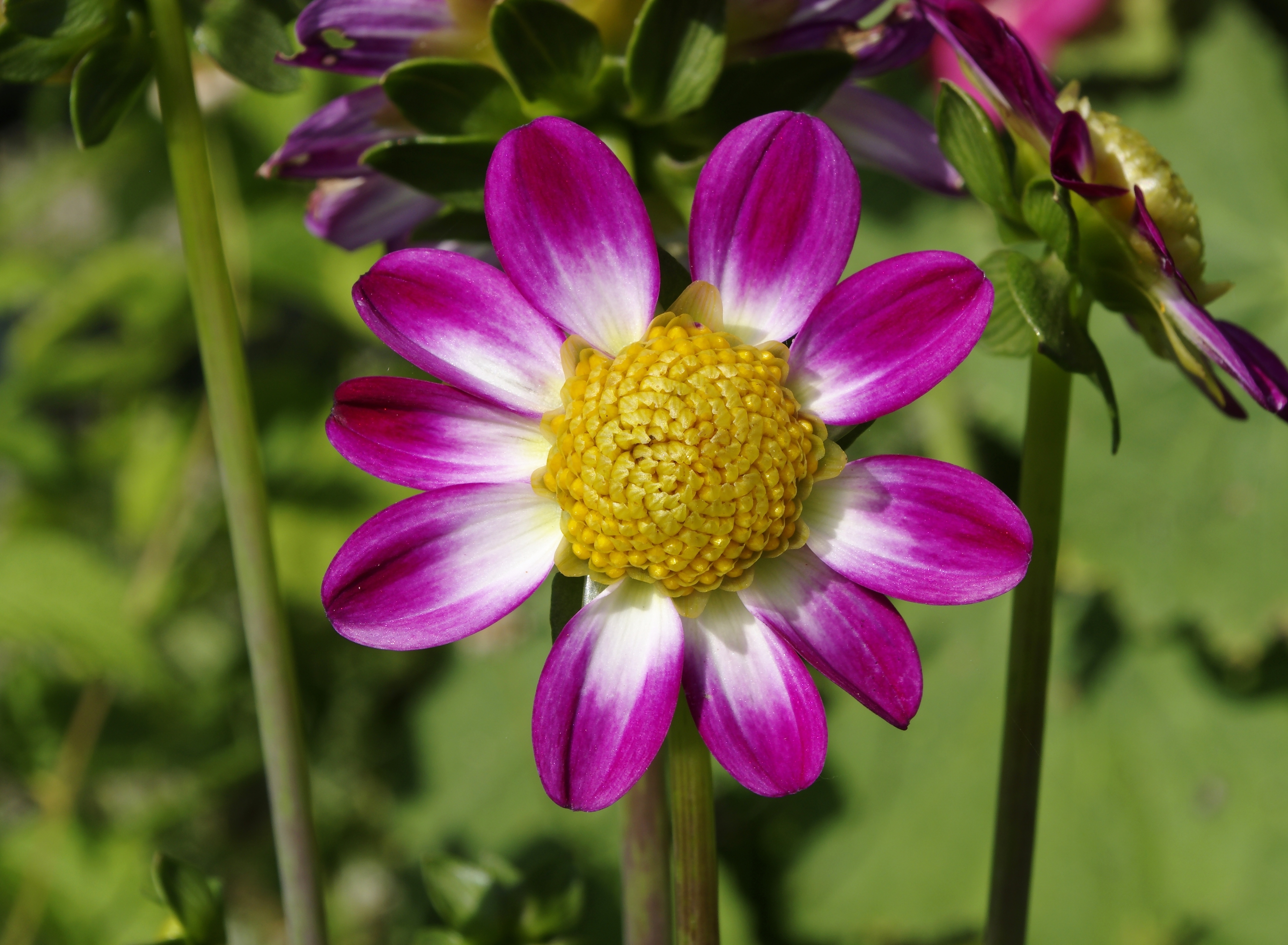